# Карлос Феліпе Моралес
Карлос Феліпе Моралес Лангуаско — домініканський священик, військовий і політичний діяч, президент країни на початку XX століття.

## Кар'єра
Обіймав посаду губернатора Пуерто-Плати за президентства Алехандро Восс-і-Гіля, проти якого здійснив переворот у листопаді 1903 року. Під час президентства надав Сполученим Штатам право керувати митницею, завдяки чому зміг сплатити державний борг, утворений за часів режиму Улісеса Еро.